# Agent Carter
Marvel's Agent Carter, of simpelweg Agent Carter, is een Amerikaanse televisieserie van ABC, bedacht door Christopher Markus en Stephen McFeely. De serie draait rond het Marvel Comics-personage Peggy Carter, en maakt net als de tv-serie Marvel's Agents of S.H.I.E.L.D. deel uit van het Marvel Cinematic Universe.
De hoofdrol wordt vertolkt door Hayley Atwell, die het personage Peggy Carter eerder al vertolkte in de film Captain America: The First Avenger. De serie debuteerde in de Verenigde Staten op 5 januari 2015. 

## Verhaal
De serie speelt in 1946, na de gebeurtenissen uit Captain America: The First Avenger. Peggy Carter, nu lid van het net opgerichte Strategic Scientific Reserve, spant samen met Howard Stark en diens butler Edwin Jarvis om de kwaadaardige Russische organisatie Leviathan te bestrijden, welke wereldwijd dodelijke wapens verkoopt aan de hoogste bieder en Howard hiervan de schuld geeft. Tijdens haar onderzoek, wat ze in het geheim moet uitvoeren omdat de SSR eigenlijk opdracht heeft Stark te arresteren, vindt Peggy de gestolen wapens terug, bezoekt onder andere Rusland, en komt in conflict met een tweetal Russische spionnen: de hypnotiseur Johann Fennhoff en een vrouwelijke spionne die zich voordoet als een Amerikaanse genaamd Dottie Underwood. Leviathan slaat echter terug en schakelt een aantal SSR agenten uit, waaronder agent Dooley, hoofd van de SSR. Uiteindelijk komt het ware plan van Leviathan aan het licht. Fennhoff wil een gifgas genaamd Midnight Oil, welke tijdens de oorlog door Stark per ongeluk werd uitgevonden en tot de gruwelijke dood van een groep Russische soldaten heeft geleid,  stelen en hiermee een aanslag plegen in New York. Peggy en haar collega's kunnen dit in de laatste aflevering ternauwernood voorkomen. 

## Rolverdeling
- Hayley Atwell – Peggy Carter
- James D'Arcy – Edwin Jarvis
- Enver Gjokaj - Daniel Sousa
- Chad Michael Murray - Jack Thompson
- Bridget Regan - Dottie Underwood
- Wynn Everett - Whitney Frost
- Reggie Austin - Jason Wilkes
- Lesley Boone - Rose Roberts
- Shea Whigham - Roger Dooley
- Lyndsy Fonseca - Angie Martinelli
- Lotte Verbeek - Ana Jarvis
- Kurtwood Smith - Vernon Masters
- Currie Graham - Calvin Chadwick
- Dominic Cooper - Howard Stark
- Matt Braunger - Dr. Samberly
- Ralph Brown - Johann Fennhoff
- Ray Wise - Hugh Jones
- Meagen Fay - Miriam Fry
- James Frain - Leet Brannis
- Devin Ratray - Sheldon McFee
- Max Brown - Michael Carter
- James Landry Hébert - Sasha Demidov
- Toby Jones - Arnim Zola
- Neal McDonough - Dum Dum Dugan
- John Glover - SSR Informant
- Stan Lee - Zichzelf
- Costa Ronin - Anton Vanko

## Productie
Het idee voor de serie ontstond in juli 2013 na vertoning van de Marvel One Shot-film Agent Carter op de San Diego Comic-Con International. In september 2013 begon Marvel Television met het uitwerken van het idee voor de serie. In januari 2014 maakte ABC Entertainment bekend dat de serie in ontwikkeling was, al was er nog niet officieel groen licht voor gegeven. Het script voor de pilotaflevering, geschreven door Christopher Markus en Stephen McFeely, lag toen al klaar. Het plan van de twee schrijvers was om van Agent Carter een korte serie van 13 afleveringen te maken, welke eind 2014/begin 2015 uitgezonden kon worden. Dit werden uiteindelijk 8 afleveringen. Op 8 mei 2014 gaf ABC de serie groen licht. 
Hayley Atwell, die in de twee Captain America-films reeds de rol van Peggy Carter had vertolkt, gaf al vroeg aan geïnteresseerd te zijn om de rol weer te vertolken in de serie. In januari 2014 werd bekend dat ze inderdaad bij het project betrokken was. In augustus 2014 werden  Chad Michael Murray en Enver Gjokaj gecast. Ook  Dominic Cooper, die in Captain America: The First Avenger reeds de rol van Howard Stark had vertolkt, stemde toe terug te keren voor de serie. 
De opnames van de serie vonden eind september en begin oktober 2014 plaats in Los Angeles. In juni 2014 werd Christopher Lennertz benaderd om de muziek voor de serie te componeren. Op 10 oktober 2014 werd al wat beeldmateriaal van de eerste aflevering vertoond op de New York Comic Con en in de tv-special Marvel 75 Years: From Pulp to Pop!.
Op 7 mei 2015 werd bekend dat de serie een tweede seizoen zou krijgen, welke in 2016 wordt uitgezonden.